# Neil Walker
Neil Walker (Estados Unidos, 25 de junio de 1976) es un nadador estadounidense especializado en pruebas de estilo libre, donde consiguió ser subcampeón olímpico en 2000 en los 4 x 100 metros.

## Carrera deportiva
En los Juegos Olímpicos de Sídney 2000 ganó la medalla de plata en los relevos de 4 x 100 metros estilo libre, con un tiempo de 3:13.86 segundos que fue récord de América, tras Australia y por delante de Brasil.
Cuatro años después, en los Juegos Olímpicos de Atenas 2004 ganó la medalla de bronce en los relevos de 4 x 100 metros estilo libre, con un tiempo de 3:14.62 segundos, tras Sudáfrica (oro) y Países Bajos (plata).